# Pseudotyrannochthonius jonesi
Pseudotyrannochthonius jonesi är en spindeldjursart som först beskrevs av Chamberlin 1962.  Pseudotyrannochthonius jonesi ingår i släktet Pseudotyrannochthonius och familjen käkklokrypare. Inga underarter finns listade i Catalogue of Life.